# Ole Bremseth
Ole Bremseth (Hokksund, 1961) es un deportista noruego que compitió en salto en esquí. Ganó dos medallas en el Campeonato Mundial de Esquí Nórdico de 1982, oro en la prueba por equipo y bronce en el trampolín normal individual.

## Palmarés internacional
| Campeonato Mundial | Campeonato Mundial | Campeonato Mundial | Campeonato Mundial |
| Año                | Lugar              | Medalla            | Prueba             |
| ------------------ | ------------------ | ------------------ | ------------------ |
| 1982               | Oslo (Noruega)     | Medalla de oro     | TG por equipo      |
| 1982               | Oslo (Noruega)     | Medalla de bronce  | TN individual      |